# أغورا سميرنا
أغورا سميرنا أو أغورا إزمير (بالتركية: İzmir Agorası)، هي موقع تاريخي وبقايا مدينة رومانية قديمة، تقع في سميرنا إزمير في تركيا، بناها اليونانيون في القرن الرابع قبل الميلاد.

## التسمية

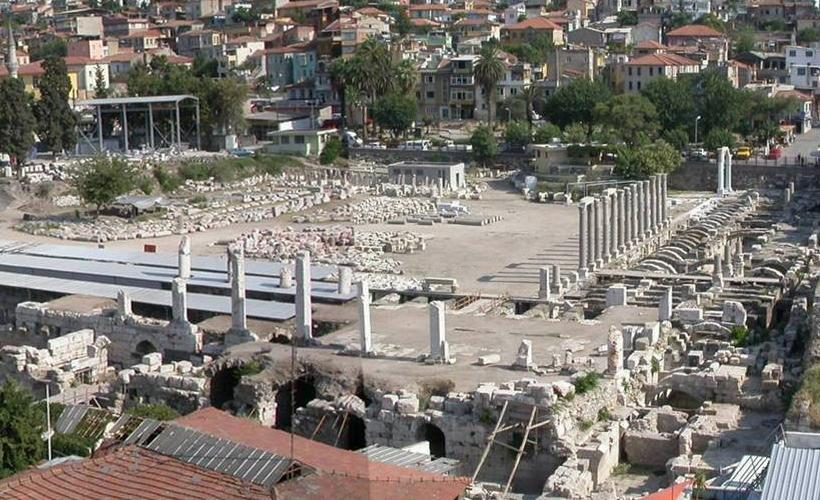
بقايا آثار وأعمدة في موقع أغورا سميرنا

تعني كلمة أغورا مكان التجمع، وكانت تستخدم مركزًا وساحة اجتماع خلال العصر اليوناني والروماني، وهي ساحة إزمير القديمة، وتعطي لمحة تاريخية عن الحياة التي كانت سائدة خلال العصر الروماني.

## التاريخ
دُمرت المنطقة في زلزال حدث عام 178 بعد الميلاد، أمر الإمبراطور الروماني ماركوس أوريليوس بإعادة بنائها.
بدأت أعمال التنقيب فيها عام 1933 بعد تأسيس الجمهورية التركية.
في عام 2020 أصبحت أغورا سميرنا موقعاً مؤقتا للتراث العالمي وجزء من مدينة الميناء التاريخية إزمير، وفي الوقت الحاضر صار متحف أغورا يضم العديد من الآثار والتماثيل والأعمدة الرخامية.